# 粒江地区
粒江地区（つぶえちく）は、岡山県倉敷市倉敷地域にある地区、もしくは同地域内にある大字である。旧粒江村、現在の粒江小学校区にあたる。

## 概要
倉敷市の倉敷地区の南東部に位置し、背後（南側）には種松山（標高258.5メートル）がそびえている。かつては島嶼だった児島の北西岸にあたり、当地と天城島の間には藤戸海峡があった。
粒江・粒江団地・粒浦・東粒浦・黒石・八軒屋からなる。
中世、源平合戦のとき佐々木盛綱が馬で渡海し、同地域の粒江の舟津集落付近に上陸したといわれる。このあたりが激戦地だったとされ、粒江地域から藤戸地域にかけては当時の遺跡や伝説地が多く存在する。
明治11年に児島郡粒江村・粒浦村・黒石村・八軒屋村の4村が合併し粒江村を新設。同22年には村制を施行し、役場を粒江に置いた。その後、昭和25年に旧倉敷市に編入合併、そして新倉敷市となり現在に至っている。
種松山の山上は、自然公園として開発されている。
種松山北麓や県道沿いに住宅が集中するほかは、広大な農地が広がっていたが、近年は倉敷中心部と児島地区を結ぶ幹線道路が当地区を南北に縦断するように整備され、道路沿いに特地や商店が立地するようになってきている。

## 地域

### 粒江
同地区南部を東西に貫流する吉岡川の南沿岸にあたる。近世に干拓により陸続きとなるまでは、種松山北麓に集落が散在するにすぎなかった。しかし江戸時代初期頃からの干拓による新田開発により農地が拡大、鞭木新田や粒江沖新田などが新たに生まれた。そして干拓により藤戸海峡が狭まってできた汐入川（当時）の吉岡川以南に広い村域を持つことになった。
現在、山側に舟津・中津・船元などの小字があるが、干拓以前の名残で、往時の海岸を示す。
『吉備温故秘録』には、児島郡粒江村、田畑37町、家85軒、男女584人、北の枝村・粒浦新田村と汐川を境とし、池19ヶ所、船3艘、陸路5里、村内に大庄屋がおり、育麦倉があったと記されている。
現代において、当地北東部に粒江団地ができ、その地を「粒江団地」として新たな大字として分離している。

### 粒浦
上記粒江の北側、吉岡川の北岸に位置する。
当地は近世初頭、藤戸海峡が周辺の干拓事業の結果、衰退し広い草野になっていた場所である。粒江村と浦田村の百姓が中心となり、この草野を開墾、寛永20年に118町歩の新田が造成されている。しかし、吉備の穴海の干拓により児島が陸続きとなった際、吉岡川を境に北を備中国窪屋郡、南を備前国児島郡と定めており、当地は吉岡川北岸に位置するが、備前国領である児島郡粒江・浦田両村民により開発されたため、備前備中両国間で帰属を巡り紛争が生じた。双方の役人が立会の上、新たに国境を定め、その結果当地は備前国児島郡の所属となった。
その後、開墾者の出身地である粒江と浦田から頭文字を一つずつとり、粒浦新田村と名付けられた。
現代になり、当地東部に東粒浦団地ができ、その地を「東粒浦」として新たな大字として分離している。

### 八軒屋
粒江地域の北部で、倉敷川西岸に位置し、新田地域と隣接している。
上記の粒浦と同様、近世初頭、藤戸海峡が周辺の干拓事業の影響で衰退し草野になっていた地区である。承応元年から3年間で、備前岡山藩が開墾して新田を造成、入植者を受け入れた。最初の入植が8軒であったため、八軒屋新田と称し、備前国児島郡に編入した。
『吉備温故秘録』には、朱印外として田畑27町4反、家32軒、男女210人を挙げている。
天城領に属し、児島郡浦田村の枝村（飛び地）であった。『備陽記』では八軒屋は「御朱印高の外」として石高418石余り、田畑27町4反余り、家数33軒、人口210軒を記す。『岡山藩領手鑑』では、直高229石余りで、田22町余り、畑5町2反余り、樋9ヶ所、関戸2ヶ所、分木4ヶ所、橋1ヶ所、家数43軒、人口246人、牛22頭とある。
明治8年に浦田村枝村から独立村となる。

### 黒石
児島西部の吉岡川の南岸、種松山の真北にあたる地域である。
古く倉敷平野が海域だった頃には、海辺の小村であったが、中世末期に干潮時に干潟が広がるようになると干拓が行われ土地が広がった。最後の汐筋であった吉岡川以南の干潟を、承応3年から元禄7年にかけて開墾し、黒石新田村が生まれた。黒石新田は、児島郡浦田村の枝村として扱われ、『吉備温故秘録』にも浦田村の枝村として田畑27超反、家数48軒、人口男女350人、池8ヶ所との記載がある。。
『撮要録』によると貞享3年に浦田新田を浦益村、黒石新田を黒石村と称するようになったとある。『備陽記』では黒石は田畑27町6反余り、池8ヶ所、家数48軒、人口305人とあり、『岡山藩領手鑑』によると石高59石余り、直高447石余り、池9ヶ所、樋35ヶ所、井戸10ヶ所、橋6ヶ所、家数67軒、人口339人、牛34頭、大工2軒と記され、天城領であった。

## 人口・世帯数
平成24年9月末現在。
| 町字     | 世帯数 | 男性人口 | 女性人口 | 総人口 | 備考 |
| -------- | ------ | -------- | -------- | ------ | ---- |
| 黒石     | 145    | 192      | 214      | 406    |      |
| 八軒屋   | 242    | 294      | 262      | 556    |      |
| 粒浦     | 751    | 1035     | 1127     | 2162   |      |
| 東粒浦   | 277    | 336      | 364      | 700    |      |
| 粒江     | 809    | 1016     | 1133     | 2149   |      |
| 粒江団地 | 411    | 393      | 424      | 817    |      |
| 合計     | 2635   | 3266     | 352      | 6790   |      |

## 郵便番号
- 粒江 - 710-0034
- 粒江団地 - 710-0033
- 粒浦 - 710-0036
- 東粒浦 - 710-0032
- 黒石 - 710-0035
- 八軒屋 - 710-0037

## 学区
小学校区
全域が倉敷市立粒江小学校区。
中学校区
全域が隣接する新田にある倉敷市立新田中学校区。

## 地勢
山
- 種松山

河川
- 倉敷川
- 吉岡川

## 特産
- 米
- 小麦
- 果実
- イグサ

## 施設
行政施設
- 倉敷企業産業廃棄物最終処理場 - 粒江・黒石

教育機関
- 倉敷市立粒江小学校 - 粒江
- 粒江幼稚園 - 粒江
- 鳥の子保育園 - 粒江
- 倉敷養護学校 - 粒浦
- 倉敷看護専門学校 - 粒浦

神社仏閣
- 田槌神社 - 粒江
- 天津神社 - 粒江
- 金刀比羅神社 - 粒江
- 妙見神社 - 粒江
- 保食神社 - 粒浦
- 大己貴神社 - 粒浦
- 荒神社 - 黒石
- 西明院 - 真言宗、粒江
- 先陣庵 - 粒江

交通施設
- 粒江パーキングエリア - 瀬戸中央自動車道、粒江

娯楽施設
- 倉敷ゴルフプラザ - 八軒屋

公園
- 種松山公園 - 粒江

他
- 倉敷クリエイティブパーク

## 名所・旧跡
- 浮洲岩 - 市史跡、粒江
- 船元貝塚 - 市史跡、粒江
- 稲森貝塚 - 市史跡、粒江

## 交通
一般道
- 岡山県道275号線藤戸連島線
- 岡山県道古城池線

自動車専用道路
- 瀬戸中央自動車道
  - 粒江パーキングエリア